# Museu etnogràfic Alexandre Sènou Adandé
El Museu etnogràfic Alexandre Sènou Adandé és un museu de Porto-Novo, Benín. Fou iniciat el 1957 pel Dahomey Institut. Està dedicat a Alexandre Sènou Adandé, un etnòleg que va ser arxiver en cap i bibliotecari de l'Institut Fondamental d'Afrique Noire de Dakar del 1948 al 1960. S'obrí al públic el 1966 i va prendre el seu nom actual el 1993.